# Palazzo Nesci
Palazzo Nesci è un antico edificio in stile neoclassico del centro storico di Reggio Calabria che occupa parte dell'isolato ad angolo tra il Corso Garibaldi e la via Valentino. Si tratta dell'unica costruzione del corso Garibaldi sopravvissuta al terremoto del 1908.

## Storia
L'edificio fu costruito nel 1824 su progetto dell'ingegnere reggino Porchi nel periodo successivo al terremoto del 1783 quando il piano di ricostruzione del Mori diede nuovi assetti in linea alla pianta urbana della città per realizzare il corso borbonico - l'attuale Corso Garibaldi. Il palazzo attualmente appartiene alla famiglia Nesci ma in origine era stata la residenza della nobile famiglia reggina dei Melissari e occupava parte della piazza dove sorgeva la distrutta cattedrale dei bizantini. Grazie alla sua costruzione in muratura di pietra di elevato spessore e a rinforzi in legno e alla sua ossatura portante forte e resistente annegata nei paramenti, secondo un'immagine che revoca lo scheletro umano, resistette quasi integralmente al potente sisma del 1908. I danni furono limitati al crollo di alcuni soffitti dell'ultimo piano. Anni dopo, alla stesura della nuova normativa antisismica, il sindaco Giuseppe Valentino stabilì la distanza minima dal mare e l'altezza massima delle costruzioni. Il palazzo nobiliare contava un'elevazione in più rispetto a quella prevista dalla nuova legge comunale. Ciò costrinse il suo proprietario, tra le polemiche, a demolire il piano superiore danneggiato dal sisma per ottemperare all'ordinanza del primo cittadino. Ai proprietari del tempo furono poi concessi altri locali dirimpetto all'edificio di sua costruzione come parziale risarcimento della demolizione attuata.

## Descrizione architettonica
Il palazzo si presenta a pianta rettangolare che racchiude un cortile, con facciata minore che guarda la via Valentino e prospetto principale il corso Garibaldi. L'edificio si articola su tre livelli: il piano terra dove sono allocate alcune attività commerciali, l'ammezzato e il primo piano dove si trovano i locali per la residenza. Al piano terra, sul lato del prospetto principale, si apre il portale principale in pietra e, simmetricamente ad esso, tre aperture per lato che consentono l'accesso agli esercizi commerciali. Ogni portale si presenta ad arco tondo, che inscrive al suo interno l'ingresso ai locali e le finestre con ringhiera dell'ammezzato, con attorno decorazioni in bugnato liscio che caratterizza la prima fascia in cui risulta suddiviso orizzontalmente il palazzo. La fascia superiore, in intonaco liscio e iniziata da un leggero cornicione, è divisa da una sequenza di lesene con capitello di stile ionico che separano gli spazi tra i balconi sorretti da mensole in pietra e con ringhiere in ferro battuto. Le porte-finestre dei balconi di entrambi i prospetti sono architravate e chiuse da persiane in legno. La parte sommitale dell'intero edificio culmina con un architrave decorata da disegni geometrici e una leggera merlatura sulla quale poggia la cornice di gronda. Il tutto è concluso da un parapetto che protegge il tetto in tegole.